# Sveti Juraj
 Ovo je glavno značenje pojma Sveti Juraj. Za druga značenja pogledajte Sveti Juraj (razdvojba).
Sveti Juraj (od grč. Γεώργιος, Geó̱rgios; lat. Georgius; Kapadocija, 280. – Lydda (Lod), Palestina, ili Nikomedija, 23. travnja 303.), kršćanski svetac i jedan od najslavnijih kršćanskih mučenika Istočne i Zapadne Crkve. Njegovo štovanje je rasprostranjeno širom Europe, a neke ga zemlje štuju kao sveca zaštitnika. Već u 4. stoljeću izgrađene su crkve u Siriji posvećene njemu.
Na otoku Cipru je 60 svetišta u čast sv. Jurja, a u Egiptu mu je posvećeno 40 crkava i 3 samostana. U Carigradu mu je crkvu dao podignuti rimski car Konstantin I. Veliki.

## Životopis
Njegov otac Geroncije je bio rimski vojnik, potomak plemenitaške obitelji. Izgleda da je bio Perzijanac, a mati iz Kapadocije. Poslije očeve smrti s majkom odlazi u Palestinu, gdje stupa u vojsku i uskoro postaje kršćaninom. Bio je časnik rimske vojske. Zbog svojih religijskih uvjerenja dolazi u sukob sa zapovjednim strukturama u vojsci. Ubijen je za Dioklecijanovog progona kršćana 303. godine, podnijevši mučeništvo.
Grob mu se nalazio u Palestini. Bio je poznato mjesto za hodočašćenje. Tradicija je prekinuta u 12. stoljeću kad je sultan Saladin za vrijeme rata s križarima srušio crkvu posvećenu sv. Jurju.
Od najstarijih vremena slave mnogi svečani govori i romansirani životopisi, zbog čega je teško ustvrditi točan životopis. U spisima su ga proslavili sv. Grgur Turonski i Venancije Fortunat.
Po predaji, u jezeru u blizini grada Loda u Palestini živio je zmaj koji je mještanima obližnjeg grada stvarao brojne neprilike. Zmaj je često izlazio iz jezera i proždirao ljude koji bi se našli u blizini jezera, a pored toga, imao je i otrovan zadah od koga su se ljudi razboljevali i često i umirali. Narod ovog kraja se obratio svom vladaru za pomoć ali im je on zapovjedio, kako bi se riješili svojih problema sa zmajem, da svakog dana na obali jezera žrtvuju po jedno dijete. Narod to prihvati i od sutrašnjeg dana započne žrtvovanje djece.
Svakog jutra je po jedno dijete bilo ostavljano kraj jezera i ubrzo i proždirano. Na kraju je došao red i na kćerku tog vladara, jedinicu, koju okitiše i pripremiše za žrtvu zmaju. Dok je uplakana djevojka stajala kraj jezera, pred njom se ukazao sveti Juraj, jašući na konju, s kopljem u ruci. Tad je i zmaj izašao iz jezera, a Juraj je pojurio ka njemu i zabio mu koplje u čeljust, prignječivši ga za zemlju. Po Jurjevom naređenju, djevojka je vezala svoj pojas zmaju oko vrata i odvela ga prema gradu. Gradski vladar i svi mještani zbog toga primiše kršćanstvo.
Prikaz sv. Jurja na konju kako kopljem ubija zmaja samo je legenda, nastala krivim tumačenjem slike u Carigradu koja prikazuje cara Konstantina kako gazi probodena neprijatelja ljudskoga roda. Mašta običnog puka sliku je pripisala sv. Jurju. Legenda o spašenoj djevojci se je vrlo brzo proširila legendu pa je to postala opća slika za prikazivanje sv. Jurja. U prenesenom smislu, zmaj simbolizira poganstvo. 
Slava mu se pronijela tijekom srednjeg vijeka. Proslavljan je mnogim skazanjima. Nalazi se na brojnim slikama.

## Zaštitništvo
Zaštitnik je država Engleske, Portugala, Armenije, Katalonije i Litve te od poznatijih gradova Barcelone, Genove, Senja, Lovrana i Raštevića. Za zaštitnika su ga uzeli srednjovjekovni vitezovi i križari. Među seljacima ga zazivaju kao zaštitnika svojih konja.
U Hrvata je u rano jutro na dan svetog Jure (23. travnja) svaki katun poljičke knežije birao je svog katunara, a oni su, nakon vjerske svečanosti na Gracu (u Gatima), silazili zajedno s narodom u Podgradac i birali velikog kneza za jednu godinu. 
Ubraja ga se u Četrnaestero svetih pomoćnika. Zagovara ga se kod ratne opasnosti, groznice, kuge, za lijepo vrijeme i zaštitnik je domaćih životinja, zemlje, usjeva, ratara, pastira, svih obrta u svezi s ratovanjem i dr.
Izbor imena imena Juraj u starim je vremenima imao svoj simboličko značenje, jer se smatralo da je čovjek pod imenom svetog Jurja zaštićeniji od svih napada i hrabriji, da im se odhrva. Simbolika pobjede sv. Jurja nad zmajem predstavlja pobjedu nad nemani zastrašujućih i opasnih svojstava. U Hrvata se sv. Jurja zaziva u pomoć u raznim opasnostima. Dio običaja uz Jurjevo u Hrvata dobio je plemenitije oblike. Postoji poslovica: "O Jurjevu se ovce broje" – u značenju koliko ih je prezimilo. Zbog toga je u Hrvata je omiljeno ime Juraj, jer su se uvijek morali braniti i štititi od raznih neprijatelja opasnih svojstava. Stoga je u Hrvata slavljen u brojnim crkvama toga imena. U Zagrebu je na Maksimiru posvećena mu je kapelica, u Lađevcu – u Slunju je crkva, u Senju je postojao templarski samostan sv. Jurja koji je od 1312. pretvoren u ivanovački. Po njemu se zovu naselja u Hrvatskoj Đurđevac, Kaštel Sućurac, Sućuraj, Suđurađ, Sveti Juraj (Senj), Sveti Juraj na Bregu, Sveti Juraj u Trnju, Sveti Đurađ (Donji Miholjac), Sveti Đurađ (Virovitica), Sveti Đurđ, razni objekti, toponimi i dr.

## Likovni prikazi
U heraldici ga simbolizira njegov križ.
Prema legendi, česte su slike i kipovi gdje Sveti Juraj pobjeđuje zmaja. U počecima kršćanstva zmaj je simbolizirao zlo, što se u prenesenom značenju odnosilo na poganstvo. Prikazuje se u odori rimskoga vojnika ili srednjovjekovnog viteza na bijelom konju kako zamahuje mačem.
Kod Hrvata se javlja i prikaz gdje sveti Juraj ubija - vuka. To je prikaz koji se može naći na stećcima.
- Sveti Juraj ubija zmaja, kip u Jurjevu kod Senja.
- Sveti Juraj ubija zmaja u Stockholmu.
- Kip u Zagrebu kod HNK.
- Križ sv. Jurja.

## Vanjske poveznice
|  | Zajednički poslužitelj ima još gradiva o temi Sveti Juraj |

- Sveti Juraj, mučenik  Arhivirana inačica izvorne stranice od 18. prosinca 2010. (Wayback Machine)
- Dragić, Marko. Sveti Juraj u tradicijskoj baštini Hrvata Croatica et Slavica Iadertina 9 (1)/2013.